# Therea petiveriana
Therea petiveriana (trong tiếng Anh gọi là "desert cockroach", "seven-spotted cockroach" hoặc "Indian domino cockroach") là một loài gián được tìm thấy tại Ấn Độ. Loài này là thành viên của một nhóm gián cơ sở. Chúng được tìm thấy trên nền đất rừng cây bụi, và có thể lẫn trốn dưới lớp lá mục hoặc đất mềm khi trời nóng.

## Bề ngoài

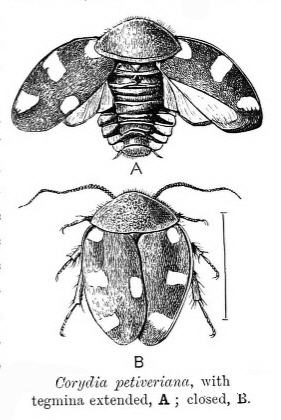

Bề ngoài trắng đen của con trưởng thành được cho là để giả dạng loài bọ đất Anthia sexguttata - có khả năng xịt chất lỏng gây khó chịu. Mặt trên của bụng màu cam-vàng nhưng bị cánh che đi. Đây là một trong số ít loài gián được cho là "duyên dáng và đẹp đẽ".

## Sinh sản
Khi con cái đã giao phối với một con đực, nó không cho các con đực khác lại gần, bằng cách đá chúng bằng chân sau. Trứng được đẻ trên lá mục. Tới 13 túi trứng được con cái tạo ra trong vòng từ 3 tới 40 ngày. Thiếu trùng ẩn dưới mặt đất và có thể ở sâu đến 30 cm vào mùa khô.

## Phân loại
Đây là loài điển hình của chi Therea. Tên loài được đặt để vinh danh James Petiver (1663–1718), người đã thu thập những mẫu vật tại Madras và vùng lân cận (có lẽ từ một phẫu thuật viên ở Fort St. George, hoặc Samuel Browne hoặc Edward Bulkley). Carolus Linnaeus từng đặt chúng trong chi Cassida và mô tả dưới tên C. petiveriana, một loài khác mà ông gọi là C. septemguttata, nay được xem là danh pháp đồng nghĩa.

## Vật nuôi
Therea petiveriana là một vật nuôi phổ biến tại nhiều nơi trên thế giới và có thể chăm sóc dễ dàng.